# Kenner (Unternehmen)

Unternehmenslogo

Kenner war ein US-amerikanischer Spielzeughersteller und war insbesondere für seine Star-Wars-Action-Figuren bekannt.

## Geschichte
Das Unternehmen wurde 1947 in Cincinnati, Ohio durch die Brüder Albert, Phillip und Joseph Steiner gegründet. Der Firmenname ist von der dortigen Kenner Street abgeleitet, in der sich das ursprüngliche Bürogebäude befand. 1958 betrieb Kenner als erstes Unternehmen Fernsehwerbung für Spielzeuge.
Im Jahr 1967 wurde das Unternehmen von General Mills übernommen und 1985 mit dem ebenso General Mills gehörenden Unternehmen Parker Brothers fusioniert. Nachdem Kenner Parker Toys Inc. 1987 an Tonka verkauft wurde, ging Kenner 1991 in das Eigentum von Hasbro über, als Hasbro Tonka übernahm. Bis 2000 wurde Kenner im Hasbro-Konzern noch als eigene Marke weitergeführt.
Darüber hinaus produzierte das Unternehmen Star Wars Videospiele in den 1980er Jahren.

## Erfolg mit Actionfiguren
Berühmt wurde Kenner durch die Produktion der ersten Generation von Star-Wars-Spielfiguren von 1977–85. Später, 1986–1991, wurden auch die The-Real-Ghostbusters-Figuren hergestellt.
Heute sind die Star-Wars-Figuren beliebte Sammelobjekte, die zuweilen viele hundert Euro Wert haben können. Die teuersten heute bekannten Figuren sind der originalverpackte Anakin Skywalker, Jawa „Vinyl Cape“, und der nur in Brasilien veröffentlichte Vlix. Weiterhin gibt es unzählige ausländische Verpackungsvarianten: Pali Toy aus England, Glasslite aus Brasilien, Clipper aus Holland, Takara aus Japan, Parker aus Deutschland, Harbert aus Italien, Top Toys aus Argentinien, sowie Lili Ledy aus Mexiko und Meccano aus Frankreich, die ebenso extrem hohe Preise erzielen können. Zunehmend sind die Preise jedoch vom Zustand der Originalverpackung abhängig und Preise für eine Figur in perfekt erhaltener Verpackung können den Preis für ein gleiches Exemplar mit leichten Mängeln um ein Vielfaches übersteigen. Die Action Figure Authority (AFA) bewertete solche Figuren teilweise mit 95 von 100 Punkten, was auf einen hohen Sammelwert hinweist.
Darüber hinaus hat Kenner weitere Actionfigurenserien herausgebracht. Die Figuren zu Robin Hood – Prince of Thieves wurden passend zum gleichnamigen Film mit Kevin Costner vertrieben und zum Teil aus den alten Gussformen der Star-Wars-Figuren hergestellt. Bemerkenswert ist, dass die Robin-Hood-Actionfiguren zwar zum Spielen hergestellt, aber dennoch teilweise mit Kleidungsstücken aus realem Stoff ausgestattet wurden. Weitere umfangreiche Serien neben den Star-Wars-Produkten waren M.A.S.K, Aliens, Emily Erdbeer, Predator, Terminator 2 und Jurassic Park. Die Actionfiguren aus den Zeichentrick-Serien Batman – Die Zeichentrickserie, Batman Forever, und Batman & Robin zeichneten sich meistens dadurch aus, dass sie sehr detailliert waren. Ebenso wurden Figuren und Fahrzeuge der Serie M.A.S.K. zu der gleichnamigen Zeichentrickserie veröffentlicht. Viele der Fahrzeuge konnten sich transformieren. Kenner arbeitete bei diesem Projekt mit Parker Brothers zusammen.

## Stellung innerhalb von Hasbro
Seit 1995 produziert Hasbro die neuen Ausgaben der bekannten Star-Wars-Figuren, jedoch nur noch bis 2000 unter dem Namen Kenner. Hasbro hat im Jahr 2004/2006 und 2007 die sogenannte Original Trilogy/The Saga Vintage Collection auf den Markt gebracht. Diese Figuren sind Formneuheiten, d. h. neu modelliert, aber auf Karten verpackt, die den Originalen der 70er und 80er Jahre entsprechen. Als besondere Figur gibt es einen George Lucas im Stormtrooper-Outfit, die man nur bekam, wenn man alle Vintage Figuren von 2006 gekauft hat (Greedo, Sand People, Luke X-Wing Pilot, Han Solo in Trench Coat und Biker Scout). Bis heute gibt es hunderte Figuren und Raumschiffe in tausenden verschiedenen Verpackungsvariationen.